# Тхоревка
Тхоревка — село в Каменском районе Воронежской области России.
Административный центр Тхоревского сельского поселения

## География

### Улицы
- ул. Комсомольская,
- ул. Лесная,
- ул. Новая,
- ул. Северная,
- ул. Солнечная,
- ул. Центральная.